# 塑料

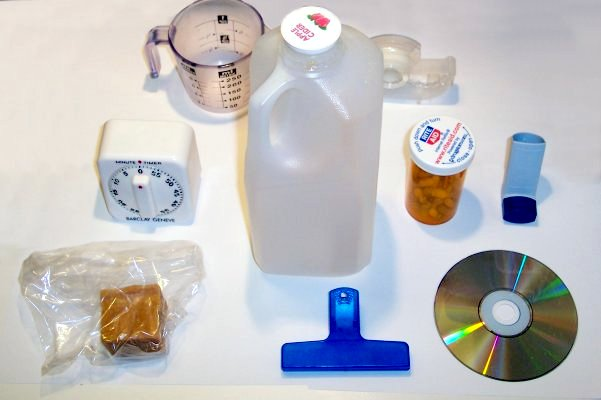
各式塑膠製品

塑料是指以高分子量的合成树脂/石油为主要组分，加入适当添加剂，如增塑剂、稳定剂、抗氧化剂、阻燃剂、润滑剂、着色剂等，经加工成型的塑性（柔韧性）材料，或固化交联形成的刚性材料。塑膠最早來自於1850年代的英國，自從被開發以來，各方面的用途日益廣泛。
註1：使用此一詞語而不用聚合物（polymer）的原因是後者常造成困擾，因此不建議使用。

卡駱馳鞋，塑料製品

塑料分類的方式有許多種。常用聚合物中骨架及側鏈的化學結構來分類。其中重要的有丙烯醯基塑料、聚酯塑料、矽氧樹脂、聚氨酯及含鹵素的塑料。塑料也可以依合成時的反應來分類，例如縮合反應、聚合加成及交聯反應。

## 熱塑性塑料及热固性塑料
塑料可以依加熱後是否軟化分為兩種，分別是熱塑性塑料及热固性塑料。
熱塑性塑料在加熱後其成份不會有化學變化，因此可以反覆的模塑。這類的塑料包括聚乙烯、聚丙烯、聚苯乙烯和聚氯乙烯。常見的熱塑性塑料分子量約在20,000到500,000 amu之間。
热固性塑料只能熔化成型一次，當受热固化定型之後，就無法再重新加熱成型。在热固程序中發生了不可逆的化學反應。像橡膠的硫化就是一種热固程序。在硫化加熱前，橡膠是有黏性、略有流動性的物質，但在硫化後聚異戊二烯變成沒有黏性的固體。像酚醛塑料、脲醛塑料也都是熱固性塑料。热固性塑料的分子量一般假設是無限大。

### 其他分類
其他分類會依在製造或是產品設計有關的特性來分類，例如產量大的通用塑料、彈性體、結構應用（工程塑料，像聚碳酸酯、聚砜、聚苯醚、聚酰胺、聚甲醛等）、生物可分解性或是其導電性等。塑膠也可以依其物理性質分類，例如密度、拉伸强度、玻璃轉化溫度。也有些特殊用途的特种塑料，如医用塑料、导电塑料、耐高温塑料等。

#### 生物可分解性
生物可分解塑膠在暴露在特定自然界的環境條件或生物條件下，會自然分解。特定的條件可能包括暴露在太陽下、遇水或濕氣、細菌、酶、風的磨耗等環境條件（環境分解），也可能是在有囓齒動物，害蟲或昆蟲攻擊等生物條件下。有些型式的塑膠分解需要讓塑膠暴露在陽光下，有些則是要在在垃圾填埋場或堆肥中才會降解。澱粉顆粒曾加在塑膠中以加快其降解，但仍然無法使塑膠完全分解。有些研究者利用基因工程已改良一種細菌，可以合成完全可以生物分解的塑膠，但這種材料（聚羟基丁酸酯）到2013年為止仍非常昂貴。也有公司開發了生物可分解添加物以加速塑膠的分解。

#### 天然及合成
天然塑料包括了天然橡膠、乳胶（可用於製作口香糖）、蟲膠、硝化纤维等，但現今大部份塑料都是石化工業的產物。

#### 生物塑料
由於石油的有限存量以及全球暖化的問題，促使了生物塑料之研發，是来自于可再生的生物质来源的塑料，如来自于植物油，玉米淀粉，豌豆淀粉等。
估計世界上軟包裝材的年消耗量是1230萬噸，其中利用生物相關材料有32.7萬噸。

#### 结晶及无定型
有些塑膠其分子結構為半结晶聚合物，其化學結構一半是晶質，另一半是无定型，因此同時有熔點（克服分子間作用力的溫度）及一個或多個玻璃转化温度（局部的分子彈性显著增加的溫度）。這類的半结晶塑膠包括聚乙烯、聚丙烯、聚氯乙烯、聚酰胺、聚酯和某些聚氨酯。
許多塑膠是完全的无定形体，包括聚苯乙烯及其共聚物、聚甲基丙烯酸甲酯及所有熱固性塑膠。也有一些塑膠屬於液晶聚合物。

## 組成
主要包括有機聚合物塑料，絕大多數的這些聚合物的基礎上單獨或與氧，硫，氮以及碳原子鏈。骨幹是鏈上的主要“路徑”，一起把大量的重複單位的一部分。定制塑料，不同的分子團骨幹的“掛起”（通常他們是“掛”作為單體的一部分之前，單體連接在一起，形成高分子鏈）的屬性。這些“側鏈”的結構，影響聚合物的性能。這種重複單元的分子結構的聚合物性能的微調，使塑料成為二十一世紀的世界中不可或缺的一部分。

## 添加劑
大多數塑料含有其他有機或無機化合物，混合添加劑的範圍從零百分比（為用於包裝食品），某些電子應用超過50％的聚合物量。添加劑的平均含量是聚合物重量的20％。填料改善性能和/或降低生產成本。穩定的添加劑包括阻燃劑，降低材料的可燃性。許多塑料中含有填料，相對惰性的，廉價的材料，使產品变得便宜。通常情況下，填料是在原產地的礦產，如粉筆。一些填充物有化學活性，被稱為增強劑。由於許多塑膠經過聚合後硬度極大，難以加工或作為一般材料使用，因此添加塑化劑（或名可塑劑），用來增加柔軟性及彈性。塑化劑是一種常使用的添加劑，但大部分的增塑劑對人體有生殖毒性，至目前為止仍對於塑化劑種類及使用與否有極大的爭議。

## 用途

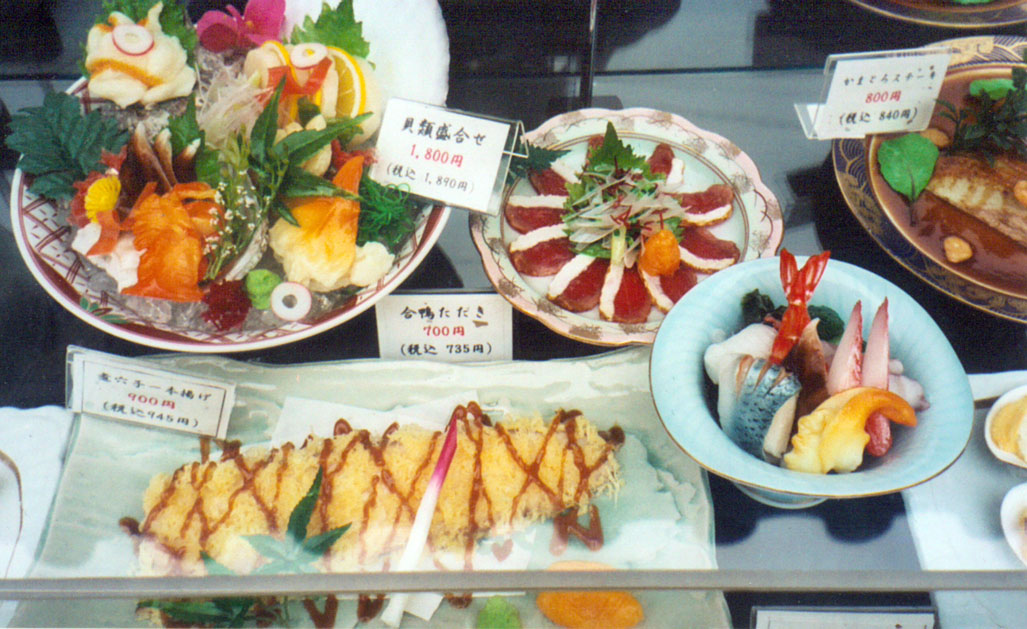
在日式餐廳外，常可見以塑膠製成的食物模型。

塑膠的原始目標是用為電絕緣物，自從發現電木以來，屢經改良，塑膠大有助於超高壓的發展和薄膜電子零件的進步。
- 電器絕緣（例如導線的絕緣層，或電子零件的外殼）
- 機械材料（因為具有比金屬輕與防鏽蝕的特性）
- 建築材料與傢俱材質
- 包裝材料（例如：塑膠袋）
- 人造纖維（例如：尼龍，聚酯纖維）

## 環保問題
自面世以來，塑料得到廣泛應用，但同時亦產生嚴重的環境問題。塑膠垃圾難以自然分解，導致固體廢物的增加；若流入海洋中，亦會導致海洋生物誤食、窒息、中毒等，影響海洋生態；焚化塑膠垃圾亦會造成空氣污染，部份塑膠，如聚氯乙烯（PVC）和聚碳酸酯（Polycarbonates）在某些條件下或會釋出有害物質或內分泌干擾素，危害生物的生育機能。因此，減少使用塑膠成為環境保護中一項重要的工作。

### 回收分類標籤
為方便塑膠的回收，美國塑膠工業協會（The Society of the Plastics Industry, Inc., USA）提出利用塑料類型來分類的標籤系統：「合成树脂識認碼」（Resin Identification Code，常譯為「塑膠材料編碼」或「塑料編碼」）。可回收的塑膠容器均會附有一個以三個箭號圍繞而成的三角形標籤，標籤上會表示塑料的類型。
中华人民共和国国家标准（GB18455-2001）规定，体积/容积超过100毫升的塑料包装制品或塑料容器必须直观标注塑料回收标示。
但很可惜，塑料的回收並不容易，推行成效亦不理想。與金屬回收比較，塑料回收最大問題是難以用機器進行自動分類，工序牽涉大量人力。除了容器通常以單一塑料造成以外，不少塑膠製品皆以多種不同材料裝配而成，將其解體的成本可能比回收得來的塑料價錢高。而且，部分種類的塑料回收沒有經濟價值，例如發泡膠。這類塑膠垃圾通常會被掩埋或焚化。
其它，如美國回收塑料佔的比重很低，只有5%，但是，德國、北歐等部分國家或地區，則有較高資源回收比重。

### 可分解塑膠

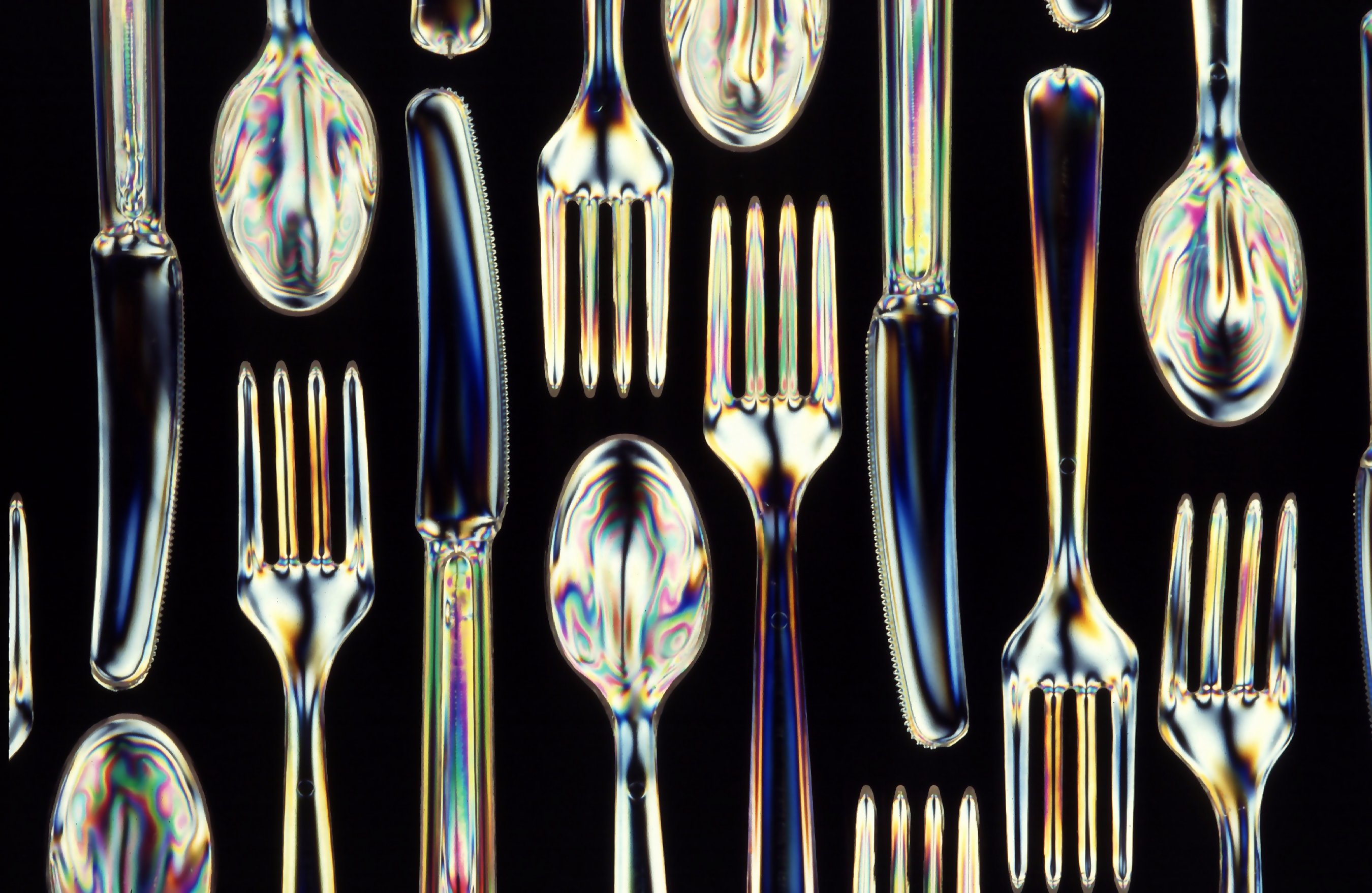
用可分解的澱粉塑膠制造的餐刀，叉子和湯匙。

可分解塑膠能於陽光下分解。亦有於塑膠中加入澱粉使其更易於生物分解，但分解仍不完全。亦有人利用基因改造細菌產生完全可生物分解的塑膠，但成本仍高昂。德國巴斯夫公司（BASF）研究出一種稱為Ecoflex的可生物分解塑膠，用於食品包裝。以上的可分解塑膠由於成本問題，因此鮮有使用。而這種塑膠必需曝露於空氣的情況下才能分解，因此若被掩埋，仍然會導致固體廢物的問題。
故此，德國環境部長舒爾茲（Svenja Schulze）2019年9月宣布，計劃明年禁止即棄塑膠袋。而超級市場及零售商的收銀處，將不能向客人提供塑膠袋，包括可生物分解的塑膠袋及採用再生物料製造的塑膠袋在內，違反企業將面臨高達十萬歐元的罰款。

### 塑膠的表面裝飾
一般來說，塑膠製品的表面比較難有變化，因此需要採用噴塗、電鍍等二次加工技術來裝飾表面，增加產品的價值感。不過噴塗、電鍍技術對環境會造成汙染。近幾年出現的IMD技術，因為較傳統二次加工技術更環保，並且可以在塑料射出成型的同時就完成圖案印刷，較省人力與時間成本。IMD技術一般包括三種：IMR（In-Mold Decoration by Roller；模內轉印）、IML（In-Mold Labling；模內標籤）、IMF（薄膜成型）。IMR目前已廣為筆記型電腦與智慧型手機所採用。

### 生態災難
據綠色和平最近的研究顯示，自從2017年12月31日中國收緊洋垃圾進口的禁令起，馬來西亞、泰國和越南迅速成為新的「垃圾崗」。單是2018年，馬來西亞接收近100萬噸，主要來自美國、日本和德國的廢塑膠。此舉令許多亞洲地區的鄉郊淪為塑膠垃圾棄置場，傷害自然環境。

### 其他問題
塑料生產商常在包裝上含糊地稱產品為樹脂，即使明明是人造樹脂/合成樹脂。一般人很易受誤導以為是天然樹脂而放心購買和使用。許多生產商也未有清楚列出製造產品時加入的各式有害化學品。
由於塑料大量生產，價錢便宜，顏色選擇多，所有人們也大量使用塑料用品，以致常在未了解某些塑料的實際特性的情況下不當地使用塑料。例如，有些塑料不宜加熱或用來存放酸性飲品食品，有些塑料不宜受陽光照射等，否則成份會不穩定而釋出。由於無即時危險，以致塑料產品中各種有害物質已從不同途徑，尤其是飲食，進入和污染人體。

## 最常用的塑料

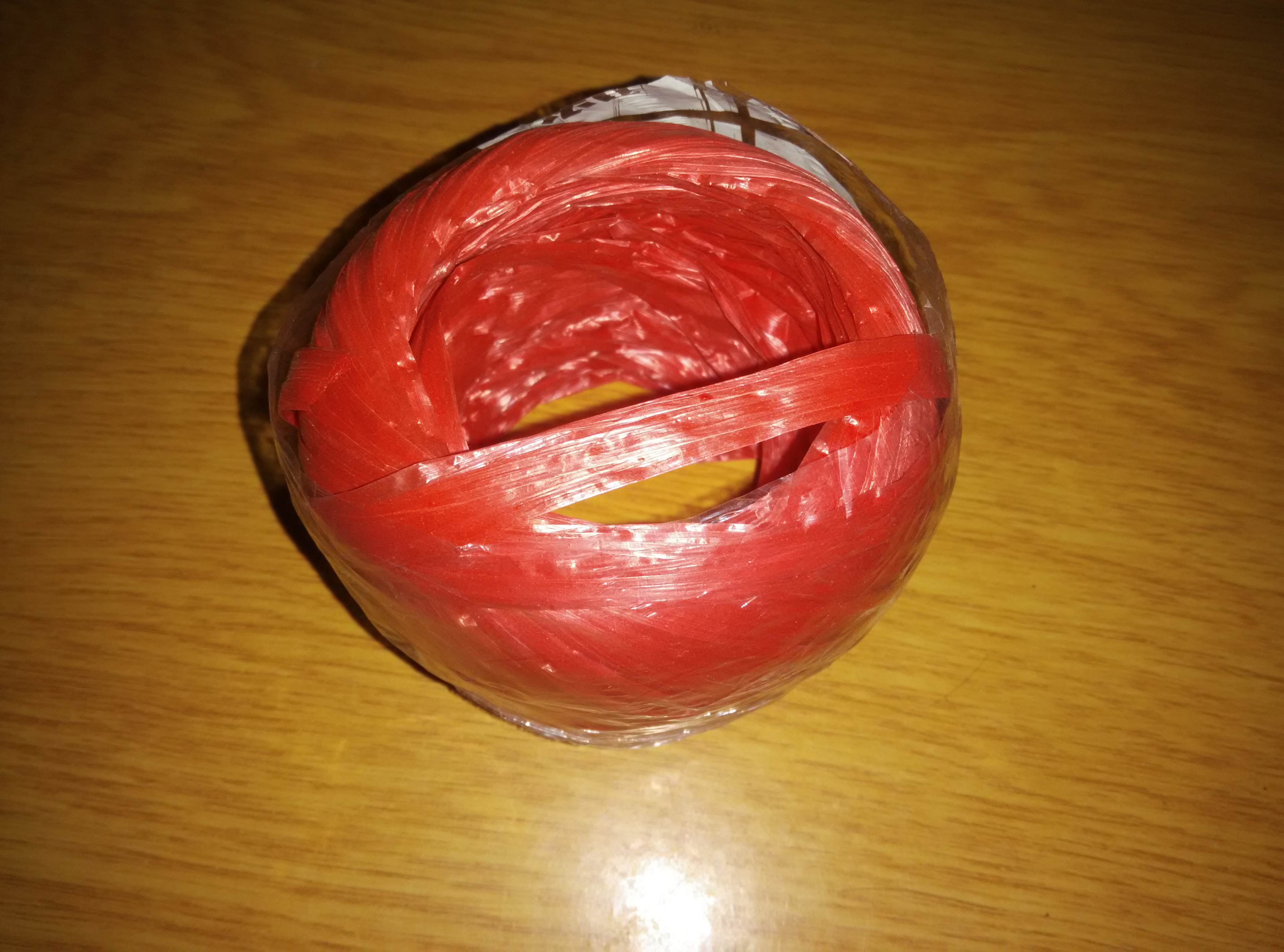

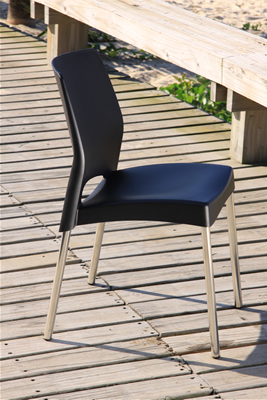
聚丙烯（PP）材料做的椅子

- Polypropylene（PP）聚丙烯：

食品包裝、家用電器、汽車配件（如保險桿）。
- Polystyrene（PS）聚苯乙烯：

包裝材料、食品包裝、一次性杯子、盤子、餐具、CD和DVD文件夾。
- High impact polystyrene（HIPS）高衝擊聚苯乙烯：

包裝材料、一次性杯子。
- Acrylonitrile butadiene styrene（ABS）ABS樹脂（丙烯腈-丁二烯-苯乙烯共聚物）：

涵蓋電子設備（如顯示器、打印機、鍵盤）。
- Polyethylene terephthalate（PET）聚對苯二甲酸乙二酯：

飲料瓶、薄膜、包裝。
- Polyester（PES）聚酯：

纖維、紡織品。
- Polyamides（PA）聚酰胺：

纖維生產、高爾夫球、釣魚線、汽車塗料。
- Polyvinyl chloride（PVC）聚氯乙烯：

管件生產（水管、电工套管）、浴簾、窗框和地板覆蓋物。
- Polyurethanes（PU）聚氨酯：

泡沫保溫、防火、滅火泡沫。
- Polycarbonate（PC）聚碳酸酯：

光碟、太陽鏡、防護罩、安全眼鏡、指示燈、鏡片。
- Polyvinylidene chloride（PVDC）聚二氯乙烯：

包裝（食品和藥品）。
- Polyethylene（PE）聚乙烯：

薄膜、包裝袋（一般常見塑膠袋）、填裝瓶（如沐浴乳、清潔劑）、水管。
- Polycarbonate/Acrylonitrile Butadiene Styrene（PC/ABS）聚碳酸酯 / ABS樹脂：

融合了PC和ABS塑膠，更為堅固。用於汽車內裝和外部配件、手機外殼。

## 特殊用途的塑料
- Polymethyl methacrylate（PMMA）聚甲基丙烯酸甲酯：

隱形眼鏡，玻璃（如有機玻璃）。
- Polytetrafluoroethylene（PTFE）聚四氟乙烯：

耐熱，低摩擦塗層：不沾塗層的不沾鍋、水電工用的密封膠带、游乐场的滑水道等。
- Polyetheretherketone（PEEK）聚醚醚酮：

化學和耐熱熱塑性塑膠，生物相容性高，使用醫療植入，航空航太製品。其中為最昂貴的商業聚合物。
- Polyetherimide（PEI）聚醚亞醯胺：

具有耐高溫，化學性質穩定，不結晶聚合物。
- Phenolics（PF）酚醛樹脂：

俗稱電木，高模量，相對耐熱，耐火和優良的聚合物。用於電氣設備絕緣部件，紙層壓製品，熱絕緣泡沫材料。它是一種熱固性塑料，可以通過熱成型和壓力時，混合填充物般的木粉，也可以投在其剩餘的液態形式或轉換為泡沫。問題包括自然成型的機率是暗的顏色（紅，綠，棕），並作為熱固性難以回收。
- Urea-formaldehyde（UF）尿素甲醛树脂：

餐具、裝飾品、電器零件、配電器具、電話筒、汽車零件、合板、接著劑、塗料、按鈕、容器、麻將牌、時針盤、筷子、衣釦、瓶蓋等。
- Melamine formaldehyde（MF）三聚氰胺-甲醛树脂：

玻璃、餐具、裝飾品、電器配件及外殼、配電盤、機械零件、汽車零件、麗光板、塗料、接著劑、容器、紙、布的樹脂加工。
- Polylactic acid（PLA）聚乳酸：

一個可由微生物分解，由玉米澱粉轉化。目前市面上可看到的，如水選蛋的透明盒子。

### 引用
1. ↑  Vert, Michel; Doi, Yoshiharu; Hellwich, Karl-Heinz; Hess, Michael; Hodge, Philip; Kubisa, Przemyslaw; Rinaudo, Marguerite; Schué, François. . Pure and Applied Chemistry. 2012-01-11, 84 (2): 377-410  [2025-04-30]. ISSN 1365-3075. doi:10.1351/PAC-REC-10-12-04 （德语）.
2. ↑  Menges, Georg; Haberstroh, Edmund; Michaeli, Walter; Schmachtenberg, Ernst.  Auflage: 6. Carl Hanser Verlag GmbH & Co. KG. 2011: 3-11. ISBN 978-3-446-42762-4.
3. ↑  . dwb.unl.edu.   [2025-04-30]. （原始内容存档于2015-11-21）.
4. 1 2  . 國科會高瞻自然科學教學資源平台. 2010-12-04  [2014-01-13]. （原始内容存档于2020-12-25） （中文）.
5. ↑  . www.infoplease.com.   [2025-04-30] （英语）.
6. ↑  Biodegradation of plastic bottles made from Biopol in an aquatic ecosystem under in situ conditions, accessed March 2009 (login required)[永久]. Springerlink.com. Retrieved on 2011-07-01.
7. ↑  . CORDIS services. 2008-11-30  [2009-11-24]. （原始内容存档于2013-12-24）.
8. ↑  National Non-Food Crops Centre. NNFCC Renewable Polymers Factsheet: Bioplastics （页面存档备份，存于）
9. ↑  . www.plasticsnews.com.   [2025-04-30]. （原始内容存档于2008-05-13）.
10. 1 2  Design guide -Performance and value with engineering plastic.DSM
11. ↑  . Greenpeace 綠色和平 | 香港. 2019-09-10  [2025-04-30] （中文（香港））.
12. ↑  . Greenpeace 綠色和平 | 香港. 2019-04-22  [2025-04-30] （中文（香港））.
13. ↑  《注射成形塑料製品的生產》，劉大林，大孚書局，1984年9月，294頁～295頁

## 延伸阅读
[在维基数据编辑]
 《欽定古今圖書集成·經濟彙編·食貨典·膠部》，出自陈梦雷《古今圖書集成》

## 外部連結
- （繁體中文）國立台灣大學　塑膠加工實驗室
- （繁體中文）財團法人塑膠工業技術發展中心（Plastics Industry Development Center） （页面存档备份，存于）
- （繁體中文）（英文） 台灣區模具工業同業公會 （页面存档备份，存于）